# Daniele Gatti

Daniele Gatti (6 de novembro de 1961) é um maestro italiano.

## Carreira
Daniele Gatti foi o maestro principal da Orquestra da Academia Nacional de Santa Cecília em Roma entre 1992 até 1997. Em 1997 ele se tornou o diretor musical da Orquestra do Teatro Municipal de Bolonha. Ele também serviu como maestro convidado da Royal Opera House, Covent Garden. Em 2005, com Zubin Mehta e Christian Thielemann, Gatti foi convidado a conduzir um concerto em comemoração do quinquagésimo aniversário da reabertura e renovação da Ópera Estatal de Viena. 
Sua estreia no Festival de Bayreuth foi com a produção de Stefan Herheim de Parsifal em 2008. Em 1994, Gatti fez sua estreia com a Orquestra Filarmônica Real. Depois do concerto, foi imediatamente oferecido-lhe a posição de maestro principal da orquestra e ele assumiu o cargo em 1996. Durante seu mandato com a orquestra, em 2004, ele adquiriu a primeira residência fixa da orquestra, o Cadogan Hall. Em Julho de 2007, Gatti foi apontado como o próximo diretor musical da Orquestra Nacional da França. Ele começou seu trabalho no posto em 2008. Em Junho de 2009 Gatti foi nomeado o próximo maestro principal da Ópera de Zurique, se efetivará em 2010 com um contrato inicial de três anos.
Gatti é casado com a celista Silvia Chiesa.